# (24996) 1998 OD1
(24996) 1998 OD1 est un astéroïde de la ceinture principale découvert en 1998.

## Description
(24996) 1998 OD1 a été découvert le 20 juillet 1998 San Marcello Pistoiese (Italie) par Vittorio Goretti et Luciano Tesi.

### Caractéristiques orbitales
L'orbite de cet astéroïde est caractérisée par un demi-grand axe de 2,39 UA, un périhélie de 2,04 UA, une excentricité de 0,14 et une inclinaison de 5,41° par rapport à l'écliptique. Du fait de ces caractéristiques, à savoir un demi-grand axe compris entre 2 et 3,2 UA et un périhélie supérieur à 1,666 UA, il est classé, selon la JPL Small-Body Database, comme objet de la ceinture principale.

### Caractéristiques physiques
(24996) 1998 OD1 a une magnitude absolue (H) de 14,9 et un albédo estimé à 0,289.